# Iklim
Iklim es un grupo musical de Malasia de género rock, formada en el extremo de la década de los años 1980, específicamente en el año 1989. Este grupo es sinónimo de la entrega de canciones de un rock lento y rítmico.
Su álbum debut Iklim, Satu Kesan Abadi (1990), fue lanzado en 1993 bajo Registro de ESO, actualmente conocido como el disco de rock de Malasia. De premio obtuvo el primer disco de platino y produjo varios singles de hit en 1991.

## Miembros
1988-1990
- AM Saleem Abdul Majid (Saleem) - vocalista
- Umarul - eléctrica y guitarra acústica
- Mohd Salim (Mohalim) - bajo
- Fadhil Suhaimi (Fadhil) - el guitarrista
- Kamaruddin (Kama) - batería

1990-1994
- AM Abdul Majid Saleem (Saleem) - vocalista
- Umarul Mahdzar (Umarul) - eléctrica y guitarra acústica
- Mohd Salim (Mohalim) - bajo
- Kamaruddin (Kama) - batería
- Huzali Ali (Huzali) - tono de consejo

1994-1996
- Saleem - voz
- Mohalim - bajo
- Kama - tambor
- Huzali - Junta de tono

1996-1997
- Mohalim - bajo
- Kama - tambor
- Huzali - Junta de tono
- Azmani - invitación vocalista

1997 (Álbum Dirgahayu especiales combinados)
- Saleem - vocalista
- Mohalim - bajo
- Kama - tambor
- Huzali - tono de consejo

1998-1999
- Mohalim - bajo
- Kama - tambor
- Huzali - tono bordo
- Khir - voz
- Ghani - guitarra

2003-2004 (Reunión Iklim)
- Saleem - voz
- Umarul - guitarra principal
- Mohalim - bajo
- Kama - tambor
- Huzali - Junta de tono

2007 - Nuance Iklim y Frenz - '07
- Umarul - guitarra principal
- Mohalim - bajo
- Kama - tambor
- Huzali - Junta de tono
- Ghani - segunda guitarra
- El vocalista invitación -
  - Faizal (AF)
  - Aris Ariwatan
  - J. Yanzent
  - Mus (mayo)
  - Joey (BPR)

2007-presente
- Umarul - guitarra
- Mohalim - bajo
- Kama - batería
- Huzali - tableros tono

## Discografía
Studio Albums
- Satu Kesan Abadi (1990)
- Bulan Jatuh Ke Riba (1991)
- Budi (1992)
- Iklim (1994)
- Bukan Niatku(1995)
- Salam Perpisahan (1996)
- Pergimu Satu Tanda (1998)
- Bunga Emas (2003)

with Frenz
- Nuansa (2007)

Collection Albums 
- Dunia Iklim (1993)
- Saleem (Iklim)(1993)
- Seribu Penghargaan (1995)
- Sambutlah Tanganku (1997)
- Emas Selamanya (1997)
- Dirgahayu (1997)

Compilation Albums
- Iklim & Saleem (MTV Karaoke Version)(1998)
- Saleem IKLIM & Rahmat EKAMATRA (2000)
- Best Of The Best IKLIM & SEARCH (2002)
- Iklim EMAS UNPLUGGED (2003)
- Iklim EMAS MYSTERPICE (2003)
- Iklim EMAS MODERATE (2003)
- Iklim Sesuatu Yang Abadi (2003)
- Iklim Musim Bermusim (2004)
- Iklim Memori Hit (2005)
- Iklim (KEUNGGULAN Saleem & Iklim) (2007)
- Iklim (Nyanyian Syahdu / Saleem & Iklim Terunggul) ( 2007)

## Premios
- Lagu Juara Anugerah (1990) -Debu Dalam Suci (Mejor Lyrics)
- Platino Anugerah Cakera Berkembar Tiga (1991)
- Anugerah Industri Muzik Pertama álbum -Iklim Dunia Colección (1993)